# Mission mondiale de BMS
La Mission mondiale de BMS (en anglais : BMS World Mission), officiellement Société missionnaire baptiste (en anglais : Baptist Missionary Society), est une organisation missionnaire chrétienne évangélique baptiste internationale. Elle est affiliée à l’Union baptiste de Grande-Bretagne. Le siège est situé à Didcot, Grande-Bretagne.

## Histoire
L’organisation est fondée en 1792 sous le nom de Particular Baptist Society for the Propagation of the Gospel Amongst the Heathen à Kettering ,. Elle sera également appelée Baptist Missionary Society. La première mission de l’organisation a lieu au Bengale, en Inde avec les missionnaires William Carey et John Thomas en 1793.  Elle est également connue sous le nom de BMS World Mission depuis 2000.